# 1094년

## 연호
- 북송(北宋) 원우(元祐) 9년 / 소성(紹聖) 원년
- 요(遼) 대안(大安) 10년
- 일본(日本) 간지(寛治) 8년 / 가호(嘉保) 원년
- 서하(西夏) 천우민안(天祐民安) 5년
- 리 왕조(李朝) 호이퐁(會豊) 3년

## 기년
- 고려(高麗) 선종(宣宗) 11년
- 북송(北宋) 철종(哲宗) 9년
- 요(遼) 도종(道宗) 40년
- 서하(西夏) 숭종(崇宗) 9년
- 리 왕조(李朝) 인종(仁宗) 23년

## 사건
- 선종이 아들 욱에게 왕의 자리 물려주고 병으로 세상을 떠남.
- 왕욱이 11세의 나이로 왕위에 오름. 고려 14대 국왕 헌종.

## 사망
- 고려 13대 국왕 선종